# Josef Grünpeck
Josef Grünpeck (né vers 1473 à Burghausen et mort après 1530) était un prêtre humaniste allemand, médecin, astrologue et historien. Dans un traité médical paru en 1503, il est parmi les tout premiers médecins à s'intéresser à une maladie nouvellement introduite en Europe : la syphilis (alors nommée « mentulagre »).